# Paul Yonggi Cho

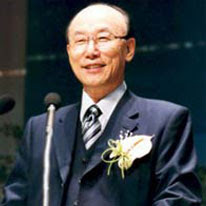
Paul Yonggi Cho

Paul (David) Yonggi Cho (Koreaans: 조용기, Cho Yonggi) (Ulju-gun (Ulsan), 14 februari 1936 – Seoel, 14 september 2021) was een Zuid-Koreaanse christelijke voorganger in de Pinksterbeweging. Hij leidde de Yoido Full Gospel Church in Seoel (aangesloten bij de Assemblies of God). Met meer dan 800.000 aangesloten leden in 2006 is het de grootste kerk ter wereld.

## Levensloop
Cho werd geboren als de oudste van tien kinderen. Hij kreeg een eervolle vermelding bij zijn afstuderen van de middelbare school, maar kon niet verder studeren, omdat de zaak van zijn vader failliet ging. Cho koos voor een technische opleiding. In dezelfde tijd bezocht hij vaak een nabijgelegen Amerikaanse legerbasis en leerde daar Engels spreken van bevriende soldaten. Hij was een snelle leerling, en ging als tolk werken voor de commandant van de basis.
De Zuid-Koreaan werd opgevoed als boeddhist, maar bekeerde zich op 17-jarige leeftijd tot het christendom, nadat hij genezen was van tuberculose toen de christelijke vriend van een van zijn zussen voor hem gebeden had. Hij had een aantal spirituele ervaringen, waaronder de doop met de Heilige Geest, toen hij Jezus zag in een visioen. Hij geloofde dat God hem in een christelijke bediening riep en begon te werken als tolk voor de Amerikaanse evangelist Ken Tize. In 1956 ontving hij een beurs voor de Full Gospel Bible College in Seoel. Hij studeerde af in 1958.
In mei 1958 kreeg Cho de leiding van een kerk. Van vier mensen groeide de kerk uit tot 50 leden, en na een periode waarin heftig werd geëvangeliseerd, door middel van deur-tot-deur evangelisatie, telde de kerk in 1961 al 400 leden. Toen werd ook het eerste stuk land gekocht in Seodaemun.
In 1961 werd Cho opgeroepen om dienst te nemen in het leger, maar dit was maar van korte duur, omdat hij op grond van zijn zwakke gezondheid al na zeven maanden verlof kreeg.
De kerk telde in 1964 drieduizend leden. Een jaar later trouwde Cho met Kim Sung-hye. Kort daarna stortte hij in, omdat hij overwerkt was. Hij realiseerde zich dat het te veel werk was voor één persoon om al het werk te doen, en hij splitste de gemeenschap in Seoel op in twintig zones, ook wel cellen genoemd. Hij begon leiders te trainen die elke week in de kleine groepen de aanbidding zouden kunnen leiden en Bijbelstudies geven. Deze samenkomsten werden in huizen van mensen gehouden. Celleden werden aangemoedigd niet-christelijke vrienden en buren mee te nemen om hun bekend te maken met het christelijke geloof. Een cel wordt opgesplitst wanneer deze een bepaald aantal leden gaat tellen.
Het succes van deze methode bleef niet uit en in 1968 telde de kerk achtduizend leden. Naast de wekelijkse ontmoetingen in kleine groepen, werd er ook elke zondag een drietal diensten gehouden.
In 1973 werd een nieuw auditorium betrokken waarin plaats was voor tienduizend mensen. Tegenwoordig telt dit gebouw circa 26.000 zitplaatsen, waarmee het een van de grootste kerkgebouwen ter wereld is. In datzelfde jaar werd Prayer Mountain in gebruik gekomen. Mensen kunnen zich hier terugtrekken voor gebed en vasten. Jaarlijks wordt de berg door meer dan één miljoen mensen bezocht.
De kerk zelf groeide ook verder door en groeide van 400.000 leden in 1984 door tot 700.000 leden in 1992. Cho besloot dat er zogeheten satelliet-kerken moesten komen in andere gedeeltes van de stad om de kerk verder te laten groeien.

### Gevangenisstraf
Cho werd in februari 2014 veroordeeld tot een gevangenisstraf van 3 jaar en een boete van vijf miljoen dollar wegens belastingontduiking. Zijn straf werd echter opgeschort. Zijn zoon Cho Hee-jun kreeg ook drie jaar.
Hij overleed op 85-jarige leeftijd als gevolg van een hersenbloeding in een ziekenhuis in Seoel.

## Positie
Internationaal heeft Cho ook altijd een belangrijke rol gespeeld. In november 1976 is de organisatie Church Growth International opgericht, een organisatie die zich bezighoudt met de principes van evangelisatie en kerkgroei en dit uitdraagt naar een voorgangers wereldwijd. Van 1992 tot 2000 was Cho voorzitter van World Assemblies of God Fellowship en sinds 1998 van de Korean Christian Leaders Association.
Cho heeft verschillende boeken geschreven, zoals De vierde dimensie en Het geheim van een succesvol leven. De meeste van zijn boeken zijn ook vertaald in het Nederlands. In 1981 heeft Cho ook een bezoek gebracht aan Nederland, waar hij verschillende keren heeft gesproken in het Congresgebouw in Den Haag.

## Theologie en kritiek
Cho stond binnen het internationale christendom bekend als een warm pleitbezorger van celgroepen. Zijn theologie had grote overeenkomsten met de Woord-van-Geloof-beweging. Christenen zouden hun voorspoed en gezondheid moeten claimen op het verlossende werk van Jezus Christus. Hij legde er de nadruk op dat de bidder zich een voorstelling moet maken van wat hij wil. Als je jezelf het gewenste maar concreet genoeg hebt voorgesteld, zal het ook gebeuren.
Deze leer heeft hem ook kritiek opgeleverd van verschillende kanten. Op een gegeven moment werd Cho zelf voor een korte periode geschorst door de Koreaanse Assemblies of God, omdat zijn leer niet ‘zuiver’ zou zijn. Nader onderzoek wees echter uit dat Cho nergens afstand nam van de doctrines van de Assemblies of God.
Kritiek die verder ging beschuldigde hem ervan dat zijn leer een mengeling was van sjamanisme, christendom, en zijn eigen ideeën. In zijn boeken en preken heeft Cho echter altijd fel afstand genomen van andere godsdiensten, als het boeddhisme en sjamanisme.